# Pteroptrix aethiopica
Pteroptrix aethiopica is een vliesvleugelig insect uit de familie Aphelinidae. De wetenschappelijke naam is voor het eerst geldig gepubliceerd in 1964 door Annecke.